# قلب آمریکا
قلب آمریکا (انگلیسی: Heart of America) فیلمی در ژانر درام به کارگردانی اووه بول است که در سال ۲۰۰۲ منتشر شد.

## بازیگران
- یورگن پروشنو
- ماریا کونچیتا آلونسو
- کلینت هاوارد
- الیزابت ماس
- برندن فلچر
- لاکلین مونرو
- پاتریک مولدن
- میکیل پاری